# Saint-Martial-de-Gimel
Saint-Martial-de-Gimel este o comună în departamentul Corrèze din centrul Franței. În 2009 avea o populație de 480 de locuitori.

## Evoluția populației
| An        | 1975 | 1982 | 1990 | 1999 | 2006 | 2009 |
| --------- | ---- | ---- | ---- | ---- | ---- | ---- |
| Populație | 419  | 471  | 487  | 456  | 495  | 480  |